# Maciej Czaczyk
Maciej Czaczyk (ur. 17 marca 1994 w Szczecinie) – polski duchowny rzymskokatolicki, piosenkarz i gitarzysta. Zwycięzca drugiej edycji programu Must Be the Music. Tylko muzyka (2011).

## Życiorys

### Wczesne lata
Urodził się 17 marca 1994 w Szczecinie. Jest synem Jacka Czaczyka. Kiedy miał sześć lat, rodzice zapisali go na lekcje gry na pianinie. Większe zainteresowanie wzbudziła w nim gitara należąca do jego dziadka, który pokazał mu pierwsze chwyty i rozbudził chęć kontynuowania nauki gry na tym instrumencie. Przez kolejne cztery lata doskonalił grę pod okiem Waldemara Baranowskiego z zespołu After Blues. W tym czasie zafascynował się bluesem, a w szczególności twórczością Tadeusza Nalepy.
Jest absolwentem liceum Zespołu Szkół Ponadgimnazjalnych nr 2 w Gryfinie, gdzie zdał maturę.

### Kariera muzyczna
Grał na instrumentach produkcji Gibson Guitar Corporation. Muzyk używał przede wszystkim gitary Gibson Les Paul, natomiast korzystał również z innych gitar elektrycznych tej firmy. Używał ponadto wzmacniaczy Marshall JCM 900 i kolumn głośnikowych Marshall oraz Mesa Boogie. Wykorzystywał do tego przewody Monster Cable.
W czerwcu 2011 wziął udział w precastingu do drugiej edycji programu Must Be the Music. Tylko muzyka telewizji Polsat. Po występie na etapie castingowym z utworem „I co” Tadeusza Nalepy zakwalifikował się do odcinka półfinałowego, w którym wykonał balladę Erica Claptona „Tears in Heaven”. W finale programu ponownie wykonał utwór „I co”, i zwyciężył w głosowaniu telewidzów, dzięki czemu wygrał czek o wartości 100 tys. zł i występ podczas Sylwestrowej Mocy Przebojów Polsatu. W listopadzie 2011 był gościem programu Się kręci w Polsacie. Po sukcesie osiągniętym w programie talent show rozpoczął trasę koncertową, na której wspierali go muzycy: Paweł Rozmarynowski, Tomasz Lewandowski oraz Tomasz Nawrocki. W ramach trasy wystąpił w rodzinnym Gryfinie, Krakowie, Katowicach, Międzyrzeczu, jak również podczas 15-lecia Fundacji Polsat w Teatrze Wielkim w Warszawie. W 2012 kontynuował koncertowanie, śpiewając m.in. w Szczecinie, Pyrzycach, Nowogardzie, Łobzie, Luzinie, Chojnie oraz Golubiu-Dobrzyniu.
Po udziale w programie Must Be the Music rozpoczął także współpracę z Robertem Jansonem, z którym pracował nad swoim debiutanckim albumem. Album zapowiadał singlami: „Nie bój się”, „Dla Ciebie” i „Liście na wietrze”, do którego nakręcono teledysk w Poznaniu, Szczecinie oraz okolicach Warszawy. Utwór dotarł do pierwszego miejsca zestawienia AirPlay, najczęściej granych utworów w polskich rozgłośniach radiowych.

Magiczna, pop-rockowa, miejscami alternatywna płyta. Cieszę się, że na początku drogi poszukiwań spotkałem pana Roberta Jansona. Na płycie znajdziecie znakomite słowa okraszone różnorodną muzyką, oczywiście gitara odgrywa tu także wiele ważnych ról

W lutym 2012 wziął udział w gali „Gwiazdy Dobroczynności”, organizowanej przez Newsweek pod patronatem telewizji Polsat, TVP2 i TVN w warszawskim hotelu InterContinental. Trzy dni później w klubie Space współpracował przy nagrywaniu nowej ramówki telewizji Polsat. W październiku wystąpił w jednym z odcinków czwartej edycji Must Be the Music. Tylko muzyka, w którym wykonał premierowo utwór „Liście na wietrze”.
Był nominowany w kategorii Kultura do nagrody „Bociana”, wyróżnienia starosty gryfińskiego za promocję powiatu. 4 grudnia 2012 wydał swój debiutancki album studyjny, zatytułowany po prostu Maciej Czaczyk. Album został również dopuszczony do sprzedaży w internecie za pośrednictwem iTunes, Deezer i Muzodajni. Utwór „Sam już nie wiem” był ostatnim singlem promującym jego debiutancki album. Piosenka została nazwana „największym hitem na ferie zimowe” radia Eska.
13 stycznia 2013 wystąpił wraz z zespołem podczas 21. finału Wielkiej Orkiestry Świątecznej Pomocy na Targu Węglowym w Gdańsku oraz w hali Zespołu Szkół Mechaniczno-Informatycznych im. Henryka Mierzejewskiego w Lęborku.

### Duszpasterstwo
Obecny świat jest demoniczny, jest duża szansa zaprowadzić jak największą rzeszę ludzi do nieba. Szatan boi się księży, a nie celebrytów. Zmienię pole rażenia mojej gitary, (...) rezygnuję z życia publicznego dla pokory i oddania się Bogu.

Po maturze w 2013 wstąpił do Arcybiskupiego Wyższego Seminarium Duchownego w Szczecinie. Święcenia w stopniu diakona przyjął 2 marca 2019 w bazylice archikatedralnej św. Jakuba w Szczecinie z rąk ks. bpa Henryka Wejmana. Święcenia kapłańskie otrzymał 29 czerwca 2019 z rąk abp. Andrzeja Dzięgi. Po święceniach kapłan otrzymał nominację na wikariusza Rzymskokatolickiej parafii p.w. św. Jana Chrzciciela w Myślibórzu. Od 27 sierpnia 2022 zgodnie z decyzją arcybiskupa Andrzeja Dzięgi pełni posługę wikariusza w parafii św. Jana Chrzciciela w Szczecinie.

## Dyskografia

### Albumy studyjne
| Rok  | Dane dot. albumu | Najwyższa pozycja na liście |
| Rok  | Dane dot. albumu | POL (lista miesięczna)      |
| ---- | --- | --------------------------- |
| 2012 | Maciej Czaczyk - Wydany: 4 grudnia 2012 - Wytwórnia: HQT Music Group, Universal Music Polska - Format: CD, digital download | 73                          |

### Single
| Rok                                                      | Tytuł               | Najwyższe pozycje na listach | Najwyższe pozycje na listach | Najwyższe pozycje na listach | Album          |
| Rok                                                      | Tytuł               | POL (airplay nowości)        | RMF                          | WiR                          | Album          |
| -------------------------------------------------------- | ------------------- | ---------------------------- | ---------------------------- | ---------------------------- | -------------- |
| 2012                                                     | „Nie bój się”       | –                            | 3                            | 2                            | Maciej Czaczyk |
| 2012                                                     | „Dla Ciebie”        | –                            | 7                            | 2                            | Maciej Czaczyk |
| 2012                                                     | „Liście na wietrze” | 1                            | 3                            | –                            | Maciej Czaczyk |
| 2013                                                     | „Sam już nie wiem”  | –                            | –                            | –                            | Maciej Czaczyk |
| „–” oznacza, że singel nie był notowany na danej liście. |                     |                              |                              |                              |                |